# Emden
Pour les articles homonymes, voir Emden.
 (juin 2012).
Si vous disposez d'ouvrages ou d'articles de référence ou si vous connaissez des sites web de qualité traitant du thème abordé ici, merci de compléter l'article en donnant les références utiles à sa vérifiabilité et en les liant à la section « Notes et références ».
Emden est une ville et un port maritime situé dans le Nord-Ouest de l'Allemagne, à l'embouchure du fleuve Ems dans le Dollard. C'est la ville principale de la région de la Frise orientale.

## Histoire
| Appartenances historiques Comté de Frise-Orientale 1464-1654 Principauté de Frise-Orientale 1654-1744 Royaume de Prusse 1744-1806 Royaume de Hollande 1806-1811 Empire français (Ems-Oriental) 1811-1814 Royaume de Hanovre 1814-1866 Royaume de Prusse (Province de Hanovre) 1866-1918 Empire allemand 1871–1918 République de Weimar 1918-1933 Reich allemand 1933-1945 Allemagne occupée 1945-1949 Allemagne de l'Ouest 1949-1990 Allemagne 1990–présent |

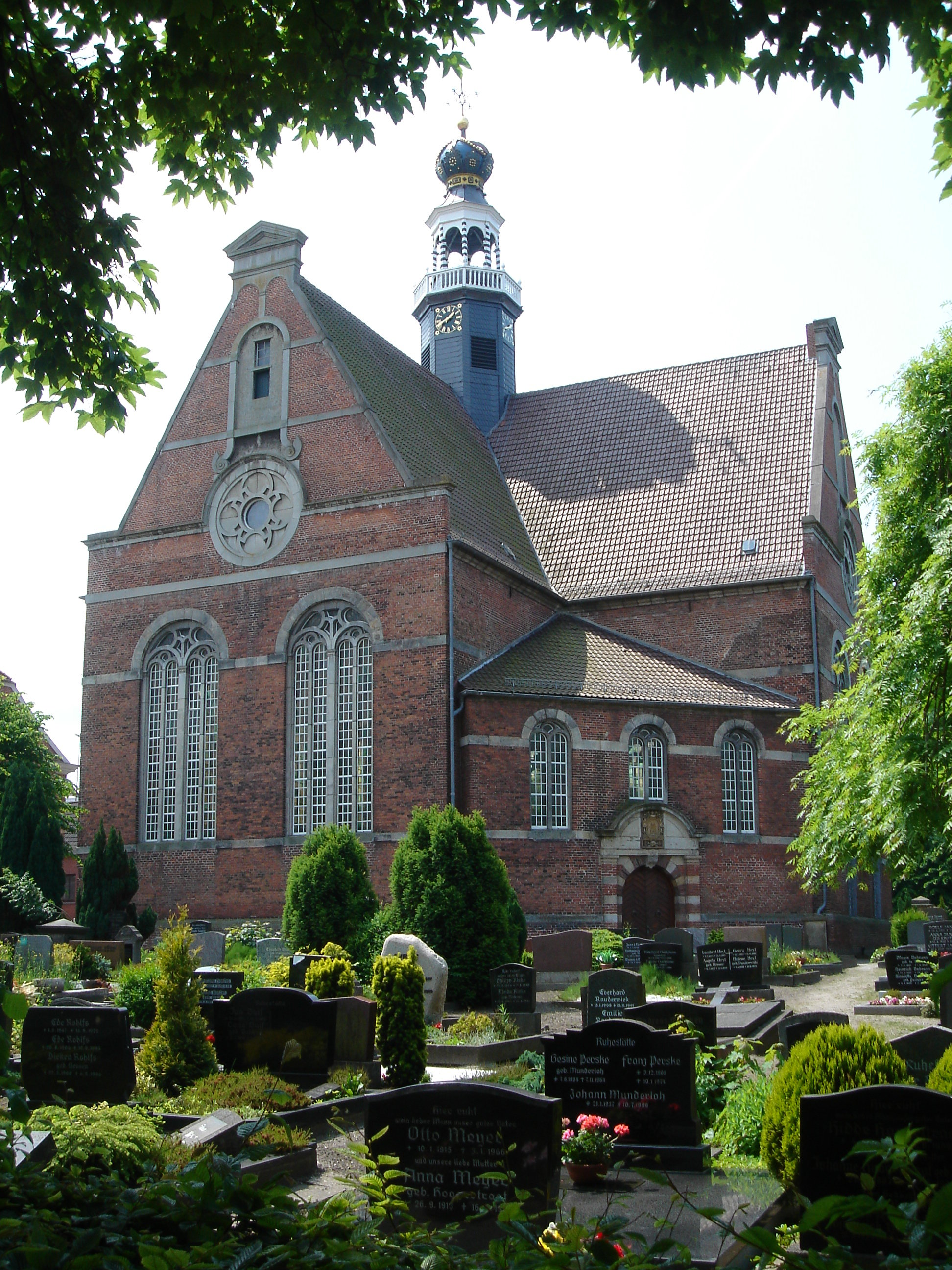
L'église neuve d'Emden (1648).

La date exacte de la fondation d'Emden n'est pas connue, mais on[Qui ?] estime qu'elle existe depuis au moins le VIIIe siècle. Emden s'est aussi appelée dans le passé Amuthon, Embda, Emda, Embden. Les privilèges de la ville ainsi que ses armoiries, le « Engelke up de Muer » furent accordés par l'empereur Maximilien Ier en 1495.
Lors de la Réforme, la régente Anne d'Oldenbourg maintient de 1542 à 1561 la tolérance et la coexistence des catholiques, luthériens et réformés. Elle appelle le réformateur polonais Jean de Lasco comme surintendant de l'église. Celui-ci lègue à la ville une vaste bibliothèque constituée de la bibliothèque d'Érasme et de quelques autres acquisitions ; celle-ci est toujours conservée à Emden dans l'ancienne grande église, la Großen Kirche (de), restaurée à cet effet entre 1992 et 1995 et rebaptisée Bibliothèque Jean de Lasco,.
La Révolution de 1595 contre le comte luthérien Edzard II a placé la ville dans les mains des calvinistes avec Johannes Althusius à leur tête. Edzard II, pressé par les États généraux des Provinces-Unies, dut reconnaître l'indépendance d'Emden le 5 juillet 1595 au traité de Delfzijl.
Emden fut une ville très riche tout au long du XVIIe siècle en raison du grand nombre d'immigrants hollandais. À l'époque elle était un des centres de la Réforme protestante. La première traduction de la Bible en hollandais y fut imprimée. Lors de la conquête napoléonienne, Emden et la région de la Frise orientale furent rattachés au Royaume de Hollande.
L'industrialisation a commencé aux alentours de 1870 avec un moulin à papier et un chantier naval assez important. À la fin du XIXe siècle un grand canal, le « Dortmund-Ems-Kanal », fut creusé, reliant Emden à la Ruhr. Celui-ci fit d'Emden le « port maritime de la Ruhr » - ce qui dura jusque dans les années 1970. Le charbon venant du sud était transporté jusqu'au port de la mer du Nord, et le minerai de fer importé était transporté par péniches via le canal vers le Rhin et la Ruhr. Le dernier convoi de minerai de fer quitta le port d'Emden en 1986.
En 1903 un grand chantier naval, le Nordseewerke, fut fondé et perdure encore aujourd'hui.
La plus grande partie de la ville fut complètement rasée durant les bombardements alliés de la Seconde Guerre mondiale, détruisant presque tout le centre historique. Les bombardements les plus sévères eurent lieu le 6 septembre 1944, quand 80 % des maisons du centre-ville furent gravement dévastées. Dans la mémoire collective de la ville, cette date joue encore un rôle important. Détail important, les chantiers navals furent largement épargnés : les Britanniques avaient pour cible les zones d'habitation, ce qui est vécu par les habitants d'Emden comme une volonté de revanche de la part des Britanniques en réponse aux bombardements nazis sur les villes anglaises. La ville reconstruite fut inaugurée le 6 septembre 1962, exactement dix-huit ans après le bombardement.

## Économie

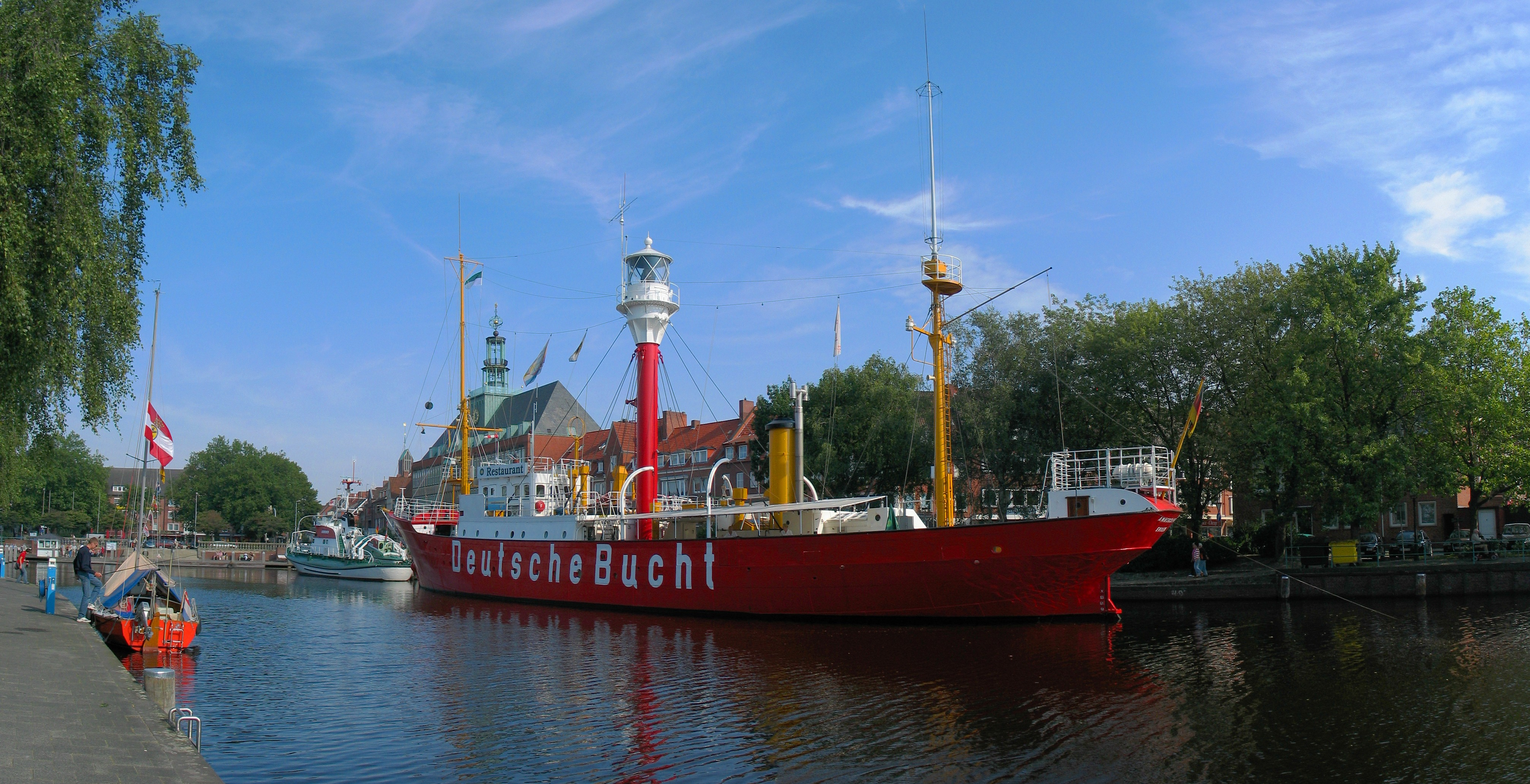
L'ancien bateau-phare Amrumbank devant la mairie d'Emden.

Les industries principales d'Emden sont la production automobile et les chantiers navals. Volkswagen fait fonctionner une grande usine produisant la Passat et où pratiquement 10 000 personnes sont employées. 
Emden est aussi un des trois plus grands ports nord-européens pour le transport des voitures (avec Zeebruges en Belgique et Bremerhaven en Allemagne). En 2005 plus de 85 000 voitures furent importées et exportées. 
Le chantier naval de Nordseewerke, une filiale de ThyssenKrupp, emploie autour de 1 400 ouvriers et techniciens et est spécialisé dans les sous-marins conventionnels. Il produit aussi différentes sortes de navires de charge ('cargo') ainsi que des bateaux spécialisés comme des brise-glaces, ou des dragueurs.
Une autre important secteur économique est le tourisme, surtout comme étape vers les villages alentour de la côte de la mer du Nord.
En 1973 une université de sciences appliquées (Fachhochschule) fut ouverte accueillant près de 3 500 étudiants.

## Sports
Le plus grand club de football est le BSV Kickers Emden dans la ligue 3 allemande (division nord, Regionalliga Nord). Le club a été fondé par Gustav Pluennecke avec des amis. La capacité du stade permet de recevoir 7 000 personnes, en raison des normes de sécurité fixées par la fédération allemande de football. En 1994 quelque 12 000 spectateurs ont suivi le match contre la seconde équipe Hamburger SV, qui reste le record. Lors de cette saison, les Kickers Emden devint le champion de la ligue 3, mais elle échoua à monter en ligue 2 depuis que cette équipe a perdu le match décisif qui aurait dû les y mener.
Située sur la mer du Nord et traversée par le fleuve Ems et d'autres cours d'eau, Emden permet de pratiquer de nombreux sports nautiques.

## Personnages célèbres de Emden
- Johannes Althusius
- Ludolf Bakhuizen
- Jacob Emden
- Jean de Lasco
- Cornelis de Leeuw
- Henri Nannen
- Wolfgang Petersen
- Otto Waalkes
- Fereydoon Zandi
- Claude France

## Navires et autres portant le nom de la ville
Plusieurs navires militaires portèrent le nom de Emden.
Quatre croiseurs légers furent baptisés du nom de la ville, dont 3 seulement naviguèrent. D'abord le croiseur léger SMS Emden de classe Dresden lancé le 26 mai 1908 à Dantzig en Prusse et détruit en 1914 par le croiseur australien HMAS Sydney lors de la bataille des iles Cocos.
Puis le croiseur léger SMS Emden de classe Königsberg lancé en 1915 et cédé à la France en 1920 au titre des réparations de guerre, démoli en 1926. Enfin le croiseur léger Emden lancé le 6 janvier 1925, qui servit dans la flotte de la Baltique lors de la Seconde Guerre mondiale et fut sabordé en avril 1945. Le croiseur léger Ersatz Emden de classe Cöln ne fut jamais lancé, sa construction fut interrompue par la fin de la Première Guerre mondiale et il fut partiellement démoli en 1921.
Après la Seconde Guerre mondiale deux navires reçurent ce nom. La frégate Emden de classe Köln, lancée en mars 1950, est vendue à la Turquie en 1983 et prend alors le nom de Gemlik II. La frégate Emden de classe Bremen de la marine allemande actuellement en service est le sixième navire militaire à porter ce nom. Lancé en 1980 et commissionné en 1983 c'est le seul des six navires qui a effectivement été construit à Emden même, aux chantiers navals Nordseewerke.
Le croiseur Emden troisième du nom a participé à une campagne hydrographique en 1927 aux Philippines. Il a donné son nom à un seuil de 10 400 m de profondeur de la fosse des Philippines, Emdentief en allemand.

## Armoiries et devise
Les armoiries d'Emden[33] ont été accordées à la ville en 1495 par le roi Maximilien Ier après de nombreuses demandes et le paiement de redevances élevées. Le blason porte le nom de « Engelke up de Muer » (« Petit ange sur le mur ») et sont présentes les couleurs de la ville (or, rouge, bleu).
| Figure | Blasonnement |
|        |              |

Motif des armoiries : les vagues bleues symbolisent la connexion et la proximité d'Emden avec l'Ems, qui à l'époque coulait encore directement devant la ville. Le mur au milieu représente la sécurité et la protection offertes par Emden, ainsi que l'Emsmauer, qui séparait Emden de l'Ems. L'ange doré est calqué sur les anciennes armoiries de la famille Cirksena, la famille noble dirigeante de la ville à l'époque. Ce n'est pas un « vrai » ange, mais une harpie, un démon maléfique femelle avec des ailes et des griffes de la mythologie grecque, également connue en héraldique sous le nom de « jeune aigle ».

La devise de la ville, en latin, qui est également gravée dans la pierre au-dessus de l'entrée de l'hôtel de ville, est : « Concordia res parvae crescunt » (Grâce à l'unité, les petites choses grandissent).